# 石道乡 (富顺县)
石道乡，是中华人民共和国四川省自贡市富顺县曾经下辖的一个乡。2019年9月撤销，其所属行政区域划归长滩镇管辖。

## 行政区划
石道乡撤销前下辖以下地区：
石道场社区、象嘴村、石河村、同安村、塘冲村、谭家村、滩子村和龙滩村。